# Asferg Sogn
Asferg Sogn er et sogn i Randers Nordre Provsti (Århus Stift).
I 1800-tallet var Fårup Sogn anneks til Asferg Sogn. Begge sogne hørte til Nørhald Herred i Randers Amt. Asferg Sogn tilhørte Asferg-Fårup Kommune fra 1842 til 1970. Kommunen blev ved kommunalreformen i 1970 indlemmet i Purhus Kommune, som ved strukturreformen i 2007 indgik i Randers Kommune.
I Asferg Sogn ligger Asferg Kirke.
I sognet findes følgende autoriserede stednavne:
- Asferg (bebyggelse, ejerlav)
- Asferg Mose (areal)
- Asferg Nørremark (bebyggelse)
- Asferg Præstemark (bebyggelse)
- Asferg Søndermark (bebyggelse)
- Asferg Østermark (bebyggelse)
- Ejstrup (bebyggelse, ejerlav)
- Keldmose (areal, bebyggelse)
- Kåtbæk (vandareal)
- Kåthede (areal)
- Kåtrup (bebyggelse, ejerlav)
- Purhus (bebyggelse)
- Jørgensminde (bebyggelse)